# Mongolie aux Jeux paralympiques d'hiver de 2018
La Mongolie participe aux Jeux paralympiques d'hiver de 2018 à Pyeongchang, en Corée du Sud, du 9 au 18 mars 2018. Il s'agit de la quatrième participation du pays aux Jeux paralympiques d'hiver.

## Composition de l'équipe
La délégation mongole n'est composée que d'un athlète prenant part aux compétitions dans un sport.

### Ski de fond
- Ganbold Batmunkh